# Palm Beach Island
Palm Beach Island is een van de onbewoonde eilanden van het Lhaviyani-atol behorende tot de Maldiven.